# São José dos Salgados
São José dos Salgados é um distrito brasileiro do município de Carmo do Cajuru, estado de Minas Gerais. Sua população é estimada em 5.000 habitantes e possui 1.700 eleitores (2010).

## História
O Distrito de São José dos Salgados foi elevado à categoria de Distrito pela Lei Estadual nº 1.039, de 12 de dezembro de 1953, e o nome remonta ao lugar denominado fazenda do "Salgado".
Quanto ao nome, há variações entre "São José do Salgado ou dos Salgados". Os primitivos povoadores foram os Alves Salgados, que deram o nome a fazenda de sua propriedade e, em 1785, já habitavam a região, desde as Três Barras e Pedra Negra (Igaratinga),até a Prata (São Gonçalo do Pará), perto do Rio Pará. Versão dos antigos, São José dos Salgados surgiu onde hoje é um antigo quintal, com velhas jabuticabeiras e outras espécies, que pertenceu a Joaquim Cordeiro, ao lado do Córrego Salgado, afluente do Ribeirão dos Morais, que ganha este nome ao cair na Córrego Fazenda Nova. Este local fora a antiga fazenda dos Alves Salgado, que era um local de troca de querosene e "sal", vindos do Rio de Janeiro ou de São Paulo, por produtos da terra, como rapadura, toucinho, farinha. Na Fazenda dos Alves, adquiria-se o "sal";  daí os "Alves do sal ou Alves dos Salgados e Alves Salgados, Salgados e hoje São José dos Salgados".
Entretanto os Alves Salgado descendem da família Salgado do reino da Galiza, Espanha, tronco da família de Francisco Alves Salgado e Maria Alves Ribeiro, onde fixaram residência e os descendentes deram-lhe o nome, de acordo com Salvador de Moya, e onde se construiu a Capela de N. S. do Rosário, em meados de 1890, próximo do caminho para Belo Horizonte, e ao seu redor fixou-se o povoado, onde ainda hoje existem as antigas casas de famílias da época.
Posteriormente, foi construída a Igreja de São José - Padroeiro da Comunidade, onde o povoado sedimentou e experimenta desenvolvimento. O traçado da comunidade e a aparência da igreja foi do Sr. Vicente Luiz Quadros - o Buque, e sua construção deu-se pelo esforço popular e a liderança do  Padre José de Queiróz; após cada celebração de missa,  reunia os fiéis que extraíam pedras na região dos Mangues, transportadas em vários carros de boi, para o construção da igreja. Os fundadores do Distrito foram os Gomes Pinheiro e o Português Manoel José Quadros, doadores da gleba de terra. A primeira capela foi construída na década de 1890 e o primeiro batizado realizado em 3 de novembro de 1895 (no maior altar da capela do Rosário, no lado direito do piso,  existe uma peça de madeira esculpida com a data do ano da sua construção).
O cemitério de muro de pedras teve o primeiro sepultamento em 7 de maio de 1914 e foi ampliado em 1986. A igreja de São José foi inaugurada em 10 de abril de 1946, sendo que até 2010 a cumieira da igreja era a mesma da época da sua construção, uma única peça de madeira doada por um fazendeiro da região denominada Mato Escuro. No mesmo ano foi realizada a 1ª Festa da Semana Santa, e a primeira Escola foi criada pela Lei Municipal de Itaúna, nº 11, de 20 de maio de 1903, mas a primeira Professora de Salgados foi nomeada apenas em 29 de maio de 1933; a Escola Rural foi criada em 6 de setembro de 1944 e a Escola Estadual, em 29 de maio de 1959; em 1998, foi criada a Escola Municipal São José. Possui cartório desde 1957, sendo o primeiro registro de nascimento datado de 15 de setembro de 1957; o primeiro óbito foi registrado em 24 de setembro de 1957 e o primeiro casamento em 4 de novembro de 1957. Possui banda de música da cidade desde 1959.
Em 1966 recebeu energia elétrica; Polícia Militar, desde 1981 e Posto de Saúde, desde 1992. Em 11 de novembro de 1988 foi inaugurado o Posto Telefônico "Pedro Capitão", que  funcionou até receber a telefonia fixa residencial. Possui infraestrutura como linhas regulares de ônibus, telefones e Internet. Socialmente possui a Guarda Mirim, fundada em 27 de março de 2002, foram realizadas quatro edições da Gincana da Liberdade em 21 de abril; Festa de Natal, Passeio Ciclístico e Congado. Tem representação política desde 1953 na Câmara Municipal de Carmo do Cajuru.
Hoje conta com agência bancária, dois supermercados, duas padarias, dois açougues, lojas de eletrodomésticos e confecções, papelaria, bares, sorveteria, farmácia, uma empresa de ônibus de turismo, serviços de água tratada e esgoto, coleta de lixo. O distrito já contou com uma boate, já desativada, localizada em um galpão atingido em 2013 por forte tempestade e vento.
O distrito mantém uma "Comissão Pró-emancipação", adiada com o PLS 98/02,do Senado Federal. Localizado às margens da estrada rodoviária MG 050, conta com mais de 600 residências, prédios públicos.
Apesar de contar com diversos tipos de profissionais, o distrito não comporta o exercício de atividades especializadas, sendo geralmente necessário o deslocamento da maioria desses profissionais a cidades próximas como Divinópolis, Itaúna, a sede Carmo do Cajuru, entre outras cidades[carece de fontes?]. Foi criada a ASAL - Academia  Salgadense de Artes e Letras, idealizada pela Escritora  Maria de Fátima Quadros, fundada em 19 de março de 2010, cuja formação está em andamento. O morador mais antigo do Distrito é o Sr. Antonio Batista Quadros, nascido em 13/06/1912, com 101 anos e foi destaque na Revista VIVER Brasil, na coluna Personagem, edição 105.